# Episodi di Baretta (prima stagione)
La prima stagione della serie televisiva Baretta, composta da 13 episodi, è stata trasmessa negli Stati Uniti dal 17 gennaio al 30 aprile 1975 su ABC. In Italia è stata trasmessa in prima visione su Canale 5 dal 18 marzo 1983.
| nº | Titolo originale               | Titolo italiano                               | Prima TV USA     | Prima TV Italia |
| -- | ------------------------------ | --------------------------------------------- | ---------------- | --------------- |
| 1  | He'll Never See Daylight Again | Non vedremo la luce del giorno                | 17 gennaio 1975  | 18 marzo 1983   |
| 2  | The 5 1/2 Pound Junkie         | Un tossicodipendente da cinque libbre e mezzo | 24 gennaio 1975  | 1983            |
| 3  | Woman in the Harbor            | Una donna nel porto                           | 31 gennaio 1975  | 1983            |
| 4  | If You Can't Pay the Price     | Un prezzo da pagare                           | 7 febbraio 1975  | 1983            |
| 5  | Half a Million Dollar Baby     | Un mezzo milione di dollari                   | 14 febbraio 1975 | 1983            |
| 6  | Ragtime Billy Peaches          | Il peso dell'esistenza                        | 28 febbraio 1975 | 1983            |
| 7  | The Coppelli Oath              | Il giuramento di Coppelli                     | 7 marzo 1975     | 1983            |
| 8  | Walk Like You Talk             | Cammina mentre parli                          | 14 marzo 1975    | 1983            |
| 9  | The Mansion                    | La dimora                                     | 2 aprile 1975    | 1983            |
| 10 | Keep Your Eye on the Sparrow   | Il passero sotto controllo                    | 9 aprile 1975    | 1983            |
| 11 | The Secret of Terry Lake       | Il segreto di Terry Lake                      | 16 aprile 1975   | 1983            |
| 12 | This Ain't My Bag              | Questa non é la mia borsa                     | 30 aprile 1975   | 1983            |

## Non vedremo la luce del giorno
- Titolo originale: He'll Never See Daylight Again
- Diretto da: Bernard L. Kowalski
- Scritto da: Stephen J. Cannell

### Trama
Baretta, dopo aver sgominato una banda di criminali che gestivano un piccolo racket, perde la sua fidanzata uccisa da uno sconosciuto e decide di vendicarsi assicurandosi di stare dalla parte della legge.

## Un tossicodipendente da cinque libbre e mezzo
- Titolo originale: The 5 1/2 Pound Junkie
- Diretto da: Don Medford
- Scritto da: Peter S. Fischer

### Trama
Baretta indaga sull'omicidio di un suo amico d'infanzia, assumendosi l'obbligo della vedova incinta che è stata rapita nel tentativo di svezzarla dalla droga per evitare che anche il bambino nasca dipendente.

## Una donna nel porto
- Titolo originale: Woman in the Harbor
- Diretto da: Bernard L. Kowalski
- Scritto da: John Thomas James, Robert I. Holt e Don Balluck

### Trama
Baretta incontra un amico ufficiale per la libertà vigilata di ritorno dal Messico, dicendogli di aver visto vivo un ex detenuto in libertà vigilata. Però l'ufficiale muore investito e Baretta incontra la resistenza ufficiale alla riapertura del caso, una madre confusa e un tentativo di trovare la donna morta e il suo complice.

## Un prezzo da pagare
- Titolo originale: If You Can't Pay the Price
- Diretto da: Bernard L. Kowalski
- Scritto da: Tony Morgan e John Thomas James

### Trama
Baretta si trova a dover mettere sotto sorveglianza una sua vecchia conoscenza nonché boss mafioso, servendosi di suo nipote per l'arresto per un furto di un carico di droga in Messico conclusasi con l'omicidio di una guardia.

## Un mezzo milione di dollari
- Titolo originale: The Half-Milion Dollar Baby
- Diretto da: Michael Schultz
- Scritto da: Phillip DeGuere Jr. e Roy Huggins

### Trama
L'attuale compagna di Baretta è una fotografa maldestra, dopo che un busto di denaro è stato venduto per mezzo milione di dollari, ma il vero denaro non si trova da nessuna parte, tranne che dalla fotogramma. Baretta viene sospettato della rapina, inseguito dai criminali e infastidito dai suoi capi.

## Il peso dell'esistenza
- Titolo originale: Ragtime Billy Peaches
- Diretto da: Bernard L. Kovalski
- Scritto da: Don Carlos Dunaway e Roy Huggins

### Trama
Baretta vola a Los Angeles per indagare sotto copertura sull'omicidio della moglie di un noto chirurgo.

## Il giuramento di Coppelli
- Titolo originale: The Coppelli Oath
- Diretto da: Don Medford
- Scritto da: Michael Butler e Rou Huggins

### Trama
Baretta uccide per legittima difesa un giovane criminale, e il fratello minore cerca vendetta.

## Cammina come parli
- Titolo originale: Walk Like You Talk
- Diretto da: Charles S. Dubin
- Scritto da: Michael Butler e L.H. Whittemore

### Trama
Il partner di Baretta accetta una tangente durante una messa in scena da parte della commissione disciplinare e, a causa dell'interferenza di un poliziotto che sogna di diventare un autore di libri gialli, Baretta rischia grosso.

## La dimora
- Titolo originale: The Mansion
- Diretto da: Bernard L. Kowalski
- Scritto da: Phillip DeGuere

### Trama
Baretta va sotto copertura dopo l'omicidio di un poliziotto sotto copertura avvenuta in una villa di proprietà di un boss.

## Il passero sotto controllo
- Titolo originale: Keep Your Eye on the Sparrow
- Diretto da: Don Medford
- Scritto da: Paul A. Magistretti

### Trama
Baretta indaga su una serie di furti avvenuti in città, e oltre a giovani delinquenti sospetta anche di un uomo con problemi mentali appassionato di fumetti di Robin Hood.

## Il segreto di Terry Lake
- Titolo originale: The Secret of Terry Lake
- Diretto da: Russ Mayberry
- Scritto da: John Thomas James e Phillip DeGuere

### Trama
Baretta va sotto copertura per indagare su una donna misteriosa con legami con un boss mafioso ucciso.

## Questa non è la mia borsa
- Titolo originale: This Ain't My Bag
- Diretto da: Jerry London
- Scritto da: Gloryette Clark e Paul A. Magistretti

### Trama
Baretta viene chiamato da un suo amico procuratore distrettuale per indagare sulla scomparsa della moglie di suo fratello.